# بارنه‌فلد
شهر بارنه‌فلد (به هلندی: Barneveld) در خلدرلانت در کشور هلند واقع شده‌است. جمعیت این شهر ۵۱٫۵۱۵ نفر  است.